# Lophodelta goniograpta
Lophodelta goniograpta là một loài bướm đêm trong họ Noctuidae.